# جبال سان أندريس

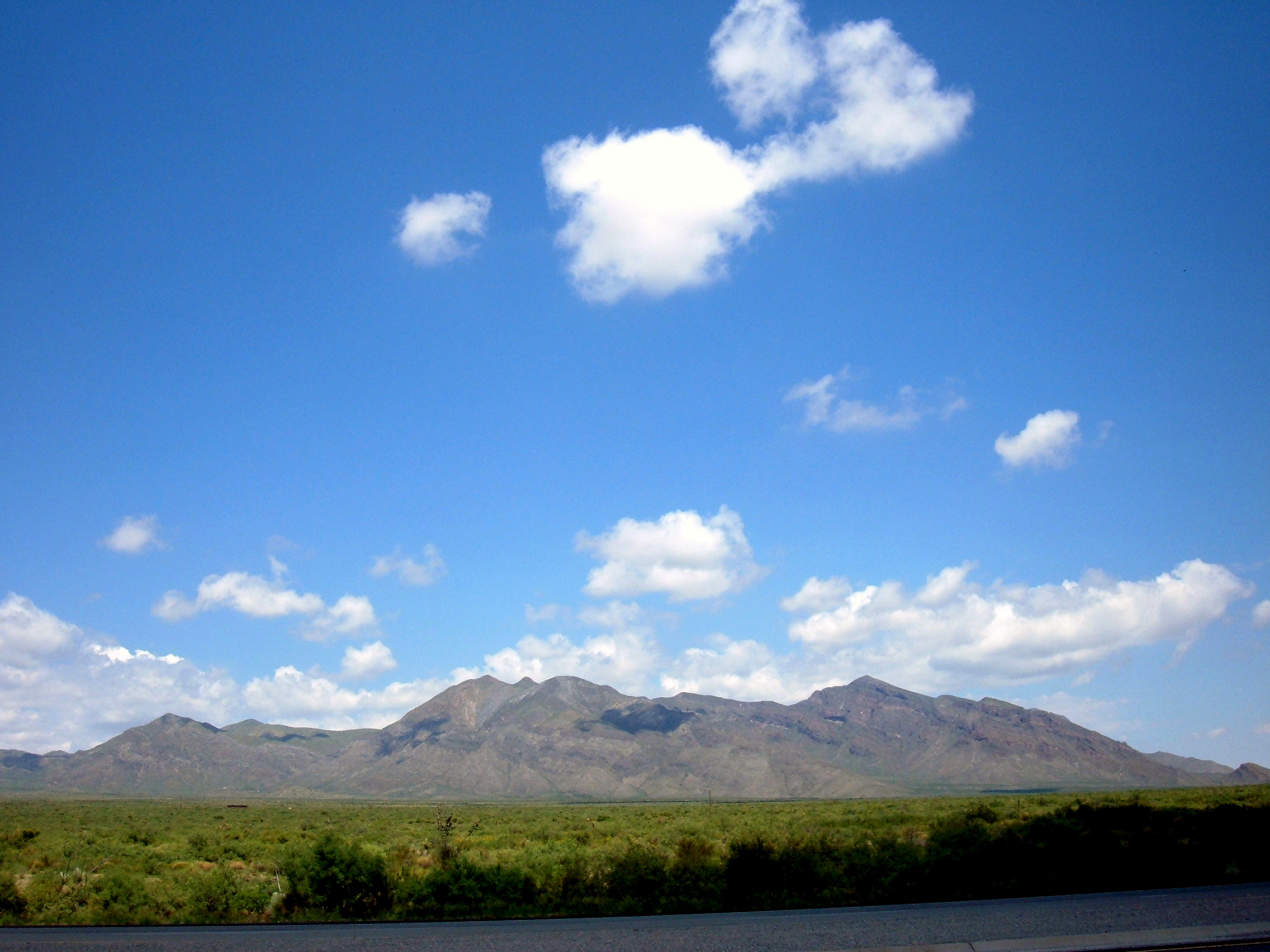
المنظر الشرقي لجبال سان أندريس بالقرب من لاس كروسيس، نيو مكسيكو.

{{ص.م جبل
| الارتفاع متر = 8965
| الإحداثيات = جبال سان أندريس هي سلسلة جبال تقع في ولاية نيو مكسيكو جنوب غرب الولايات المتحدة ، في مقاطعات سوكورو وسييرا ودنيا آنا . تمتد نطاقتها حوالي 75 ميلاً (120   كم) من الشمال إلى الجنوب ، ولكن يبلغ عرضها حوالي 12 ميلاً (19   كم) على أكبر وأوسع نطاق. وتقع أعلى وأطول قمة في جبال سان أندريس هي قمة ساليناس ، على ارتفاع 8965 قدمًا (2733 م).

## جغرافية
بالرغم من كونها متقاربة تقريبًا مع جبال أورجن إلى الجنوب ، إلا أن الاثنين يتميزان جيولوجيًا ونباتيًا. وأيضاً يتم فصل جبال Oscura إلى الشمال من جبال San Andres بواسطة Mockingbird Gap وجبال Little Burro الأقل بكثير. جبال سان أندريس تعتبر جافة نسبيًا ولا تدعم أي من الغابات ذات النطاق الواسع. و في الغالب مغلقون للجمهور ، ويقعون بالكامل تقريبًا داخل نطاق صواريخ وايت ساندز المقيدة.

## جيولوجيا
يعتبر جبال سان أندريس جزاء من الحافة الشرقية لوادي الصدع في ريو غراندي ، ويتألف من كتل صدع غربية مؤلفه بشكل معتمد من الحجر الجيري ليتشكل سان أندريس ، ولكن مع تعرضات المنتشره من الحجر الرملي المحمر أبو تشكيل على الغرب الجانب ، ومونزونيت الكوارتز على الجانب الشرقي. تعتبر رواسب الجبس التي يتم غسلها من هذه الجبال المصدر الأساسي للكثبان الرملية في منتزه وايت ساندز الوطني .
تشمل القمم الهامة:
| الجبل               | الارتفاع (قدم) | الارتفاع (م) | إحداثيات | البروز (قدم) |
| ------------------- | -------------- | ------------ | -------- | ------------ |
| قمة ساليناس         | 8965           | 2،733        |          | 3،625        |
| قمة سان أندريس      | 8235           | 2،510        |          | 2،525        |
| شالك هيلز هاي بوينت | 7988           | 2،435        |          | 1،728        |
| ذروة غير مسمى       | 7646           | 2331         |          | 1،899        |
| قمة جاردنر          | 7534           | 2،296        |          | 2،052        |
| جبل بروش الأسود     | 7521           | 2،292        |          | 1،701        |
| قمة الكابيتول       | 7098           | 2،163        |          | 1،833        |

## أغنام الصحراء الكبيرة
أكبر وأفضل موطن للأغنام الكبيرة في صحراء نيو مكسيكو تقع في جبال سان أندريس ، و التي يمكن أن تضم ما يصل إلى 400 بيغورن. مساحة 57,215 أكر (231.54 كـم2)، في الجزء الجنوبي من سلسلة جبال سان أندريس والتي قد تم تخصيصها في عام 1941 كمحمية سان أندريس الوطنية للحياة البرية  للمساعدة في الحفاظ على أغنام الصحراء الكبيرة ، والتي كانت في ذلك الوقت. في منتصف السبعينيات كان هناك مايقارب 200 خروف في الملجأ. وعلى الرغم من ذالك ، في عام 1979 ، انخفضت سوسة الجرب عدد السكان من 200 إلى 75. وجلبت الأعوام اللاحقه المزيد من الانخفاضات الجرب وكان هنالك أسباب مختلفة حتى تألف السكان من نعجة واحدة فقط في عام 1997. وقد تم إسترجاع إدخال الأغنام الكبيرة في الصحراء عام 2002 وأيضاً لدى القطيع الآن مايقارب 80 فرداً.